# Centre pénitentiaire d'Alençon-Condé-sur-Sarthe
Le centre pénitentiaire d'Alençon-Condé-sur-Sarthe, parfois appelé maison centrale de Condé-sur-Sarthe, est un établissement pénitentiaire français situé à Condé-sur-Sarthe, dans le département de l'Orne, en région Normandie. Ouvert en 2013, il est l'établissement-jumeau du centre pénitentiaire de Vendin-le-Vieil et comprend l'une des maisons centrales les plus sécurisées de France.

## Histoire
La construction du centre pénitentiaire intervient dans le cadre du programme « 13 200 » contenu dans la loi d'orientation et de programmation pour la justice du 19 septembre 2002, qui prévoyait l'édification de deux maisons centrales. La déclaration d'utilité publique effectuée en mars 2006, les travaux ont débuté en septembre 2010 pour s'achever le 2 octobre 2012.
L'établissement est inauguré le 30 avril 2013 par la garde des Sceaux Christiane Taubira en présence de Joaquim Pueyo, maire d'Alençon, député de l'Orne et président du groupe d'études sur les prisons et les conditions carcérales à l'Assemblée nationale. Elle déclare qu'il s'agit d'un « très bel établissement », « conçu intelligemment », qui « concilie les exigences de sécurité et de dignité ». 

## Description
En France, un centre pénitentiaire est un établissement pénitentiaire regroupant plusieurs quartiers soumis à des régimes de détention différents.
Le centre pénitentiaire d'Alençon-Condé-sur-Sarthe, d'une capacité totale de 249 places, comprend trois quartiers maison centrale pour hommes de 68 places chacun, étanches et sectorisés, ainsi qu'un quartier pour peines aménagées situé hors enceinte de 45 places (25 places pour les courtes peines et 20 places en semi-liberté).
Il est régulièrement présenté comme la prison la plus sécurisée de France, tant au regard des profils qu'il accueille que de ses moyens matériels et humains. Le même constat est fait à l'égard du centre pénitentiaire de Vendin-le-Vieil (Pas-de-Calais), conçu de manière identique. Conséquence de cette réputation, l'étiquette « Condé-sur-Sarthe » aurait tendance à bloquer les demandes de transferts formulées par les détenus, ce qui alimenterait les tensions.
Son architecture joue un rôle important dans la dimension sécuritaire qui lui a été attribuée. Ainsi, les murs d'enceinte de Condé-sur-Sarthe sont hauts de 8 à 12 mètres alors qu'ils mesurent généralement 6 mètres dans les établissements construits à la même époque.
L'établissement est rattaché à la direction interrégionale des services pénitentiaires de Rennes. Il est situé dans le ressort de la cour d'appel de Caen et du tribunal judiciaire d'Alençon.

## Événements notables
Le 5 mars 2019, Michaël Chiolo, détenu, et sa compagne attaquent deux surveillants au couteau en céramique. L'attentat fait un mort et trois blessés.

## Prisonniers notables
- Mohamed Amra, narcotrafiquant impliqué dans la mort de deux agents pénitentiaires lors de son évasion au péage d’Incarville en mai 2024[9].
- Smaïn Aït Ali Belkacem, terroriste impliqué dans les attentats de 1995[7] ;
- Francis Dorffer, criminel multirécidiviste ;
- Youssouf Fofana, chef du « gang des barbares »
- Christophe Khider, braqueur multirécidiviste ;
- Ange-Toussaint Federici, braqueur multirécidiviste
- Tony Meilhon, criminel multirécidiviste[10].
- Franck Siegler, tueur en série et criminel multirécidiviste français.
- Redoine Faïd, braqueur multirécidiviste
- Lionel Dumont, terroriste français membre du Gang de Roubaix.